# Ratež
Ratež je naselje v Občini Novo mesto. 
Ratež je dolenjska vas pod Gorjanci. Skozi pelje cesta Novo mesto -  Šentjernej. V vasi delujejo društva: Športno društvo Ratež, kolesarsko društvo Papež Podgorje, Prostovoljno gasilsko društvo Ratež in Turistično društvo Azalea pod Gorjanci. V vasi deluje nekaj obrtnikov in gostilna s prenočišči Vovko. Vsako leto se tu odvija prireditev Harmonika Ratež. Kraj je bil v preteklosti nagrajen z nazivom Najlepše urejen kraj med malimi kraji v Sloveniji.